# Carolinas Altas
Carolinas Altas es un barrio de la ciudad española de Alicante. Según el padrón municipal, cuenta en el año 2023 con una población de 19 689 habitantes (10 274 mujeres y 9415 hombres). Este barrio y el de Carolinas Bajas se conocen de forma conjunta como Carolinas. La suma de ambos barrios sería la demarcación del municipio con más habitantes con 30 481 habitantes.

## Localización
Carolinas Altas limita al norte con los barrios de Sidi Ifni-Nou Alacant y Garbinet, al este con el Pla del Bon Repós, al sur con Carolinas Bajas y al oeste con los barrios de Campoamor y Altozano-Conde Lumiares.
Asimismo, está delimitado exteriormente, desde el oeste y en el sentido horario, por las avenidas y calles siguientes: Jijona, Maestro Alonso, Finestrat, General Espartero, Periodista Rodolfo de Salazar, San Mateo, Gasset y Artime, Padre Esplá y Jaime Segarra.

## Antecedentes
Esta zona de la ciudad empezó a desarrollarse a finales del siglo XIX, momento en el que comenzaron a construirse pequeñas casas diseminadas de forma anárquica por toda la planicie. Desde lejos parecía la imagen de muchos islotes en un mar extenso. En aquel tiempo España estaba en litigio con Alemania por la posesión de las islas Carolinas, actualmente Estados Federados de Micronesia y República de Palaos, un archipiélago de cientos de islas repartidas por el océano Pacífico. Entonces, aprovechando la actualidad del momento, el ingenio popular empezó a utilizar la misma denominación para aquel entorno.
Un lugar muy destacado del barrio es la Plaza del Sol, conocida como La Bola de Oro. Este era inicialmente un espacio abierto y sin nombre que, en el año 1943, pasó a tener una denominación oficial. Sin embargo, como en ese lugar había un chalet del propietario de un conocido comercio del centro, que tenía una gran esfera dorada en su entrada, el nombre popular ya usado y referido a dicha tienda se mantuvo en el tiempo.

## Población
Según el padrón municipal de habitantes de Alicante, la evolución de la población del barrio de Carolinas Altas en los últimos años, del 2010 al 2023, tiene los siguientes números:
|              | 2010  | 2011   | 2012   | 2013   | 2014   | 2015  | 2016   | 2017   | 2018   | 2019   | 2020   | 2021  | 2022  | 2023   |
| ------------ | ----- | ------ | ------ | ------ | ------ | ----- | ------ | ------ | ------ | ------ | ------ | ----- | ----- | ------ |
| Población    | 19006 | 18873  | 18767  | 18655  | 18491  | 18517 | 18009  | 18153  | 18342  | 18572  | 18928  | 18841 | 18842 | 19689  |
| (Diferencia) |       | (-133) | (-106) | (-112) | (-164) | (+26) | (-508) | (+144) | (+189) | (+230) | (+356) | (-87) | (+1)  | (+847) |

## Fiestas
Las fiestas del barrio son, como en el resto de la ciudad de Alicante, las Hogueras de San Juan. Cuenta con cuatro comisiones de hogueras:
- Carolinas Altas: es la más antigua del barrio y la que recibe su nombre, fundada en 1929 y milita en la máxima categoría de las hogueras desde 1985, ininterrumpidamente. Ha ganado en 13 ocasiones el máximo galardón, 12 de ellos el 1º premio de categoría Especial. Su lugar de plantà es la calle Pinoso.
- Bola de Oro: planta en la plaza del Sol, conocida popularmente como Bola de Oro, y en sus comienzos se llamó "Carolinas Altas Norte"
- Doctor Bergez-Carolinas: planta en la calle del doctor Bergez.
- Foguerer-Carolines: planta en la calle del Foguerer.